# ブルーノ・ジ・ララ・フッシシュ
ブルーノ・フッシシュ（Bruno Fuchs）ことブルーノ・ジ・ララ・フッシシュ（ポルトガル語: Bruno de Lara Fuchs、1999年4月1日 - ）は、ブラジルのサッカー選手。ポジションはDF。

## クラブ歴
SCインテルナシオナルの下部組織出身で、2019年7月28日にトップチームのカンピオナート・ブラジレイロ・セリエAで出場し選手初出場。
2020年8月25日にロシア・プレミアリーグのPFC CSKAモスクワに5年契約で完全移籍。
2022年12月16日、アトレチコ・ミネイロに1年間の期限付き移籍。2024年12月19日に買取オプションが行使され、完全移籍となった。

## 代表歴
アンダー代表として第45回トゥーロン国際大会、第47回トゥーロン国際大会に参加し、後者で優勝した。その後、東京オリンピック南米予選に参加した。
2021年7月2日に東京オリンピックメンバーに選出され優勝した。